# Ingrid Hofer

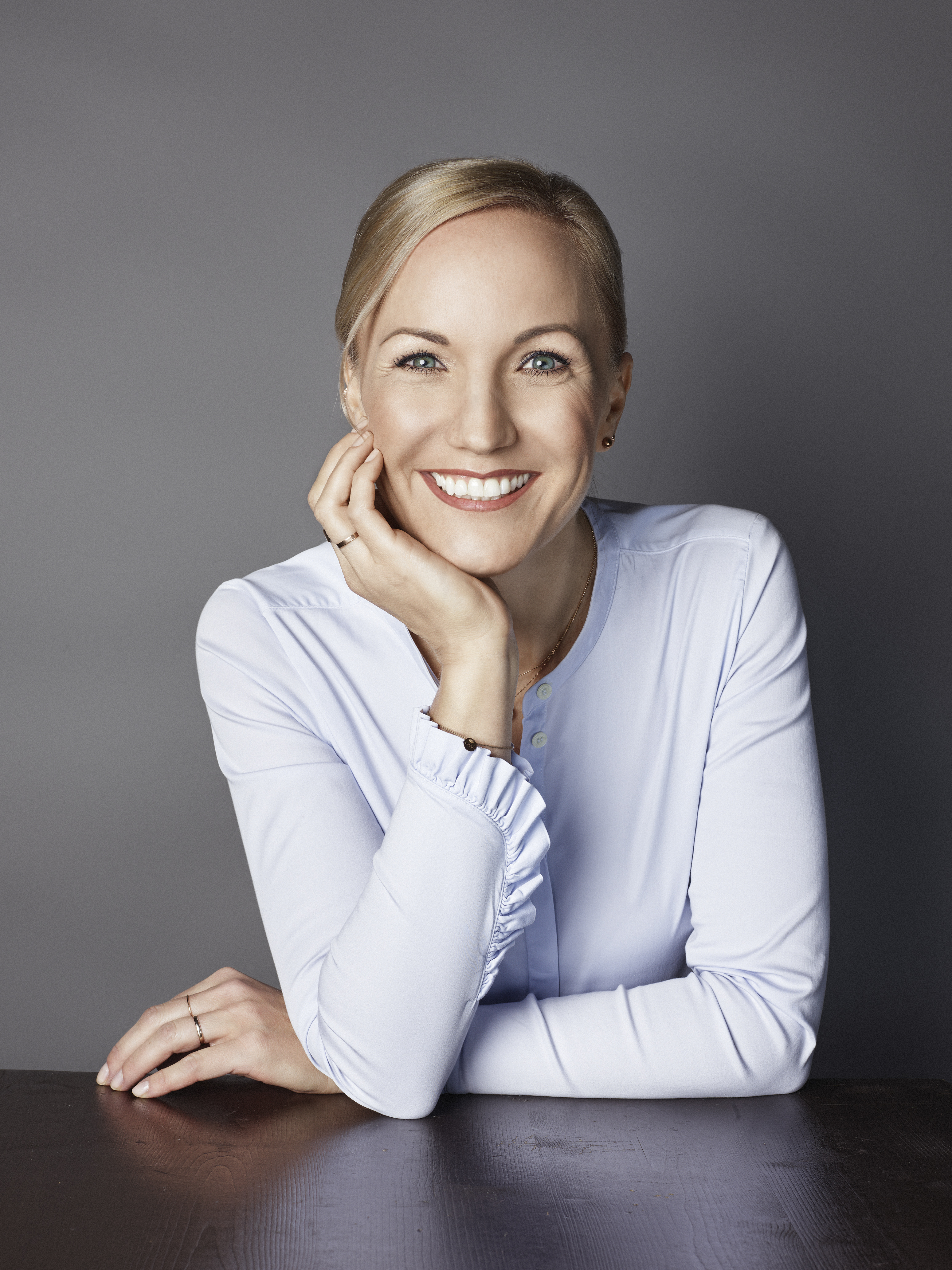
Ingrid Hofer (2021)

Ingrid Hofer (* 12. November 1976 in Lustenau) ist eine österreichische Autorin, Komponistin, Sängerin und Songwriterin. Die Erfindung des Charakters „Teddy Eddy“ (Protagonist ihrer Kinderlieder und -geschichten) machte sie bekannt.

## Leben und Werk
Ingrid Hofer ist die Tochter des Lustenauer Mundartdichter-Ehepaares Otto und Veronika Hofer. Von 1997 bis 1999 war sie Sängerin einer Punk-Rock-Band. Durch ein Casting wurde sie 1998 Mitglied der Girlgroup i:levenless7, die es 2002 zur österreichischen Vorentscheidung für den Song Contest schaffte.
1999 spielte Hofer im Drama Through Roses die stumme Rolle der Beatrice an der Seite von Kurt Sternik am Vorarlberger Landestheater unter der Regie von Jochen Gnauert. 2009 war sie im Vorarlberger Volkstheater neben Oguz Mike Galeli in der Komödie Boeing Boeing zu sehen. Sie verkörperte die französische Stewardess Jacqueline.
In den Inszenierungen Cavalleria Rusticana und Der Bajazzo (1999), sowie Tosca (2000) des Vorarlberger Landestheaters sang sie im Kornmarktchor Bregenz.
Die Figur des Teddy Eddy hatte Hofer ursprünglich für Gute-Nacht-Geschichten für ihre Tochter geschaffen. Der von ihr 2014 geschriebene Teddy Eddy Song entwickelte sich auf YouTube zu einem überraschenden Erfolg, und sie beschloss 2016, das erste Kinderliederalbum Teddy Eddy – Achtung! Fertig! Los! mit 17 selbstkomponierten Kinderliedern im Eigenverlag herauszubringen. Bereits im Herbst 2018 erschien das zweite Album Teddy Eddy – Superheld! mit 18 Liedern im Eigenverlag. Beide Alben wurden beim Deutschen Rock & Pop Preis ausgezeichnet (1. Platz für das erste Album 2018, 3. Platz für das zweite 2019).
Ihr 2019 erschienenes Vorlesebuch Die superheldenfantastischen Abenteuer von Teddy Eddy und seiner frechen Freundin Kim mit Kurzgeschichten führte drei Monate lang die Buch-Bestsellerliste in Vorarlberg an und ging sechs Monate nach Erscheinen in die zweite Auflage.
2020 folgte die Tanz-DVD Teddy Eddy – Achtung! Fertig! Los!, die auch wahlweise mit Österreichischer Gebärdensprache abgespielt werden kann. 2022 wurde diese DVD mit dem Hubert von Goisern Kulturpreis ausgezeichnet. 2020 veröffentlichte sie außerdem erstmals eine Pop-Ballade für ein erwachsenes Zielpublikum. Mit dem Lied Lasst uns zusammenhalten bezieht sie sich auf die Krisensituation der Corona-Pandemie.
Im Oktober 2021 erschien ihr erstes Lied in Lustenauer Mundart. Du kascht meor uf d' Kilbi kau (Du kannst mich gern haben) ist eine Hommage an das größte Volksfest Österreichs, die Lustenauer Kilbi.
Für ihr Engagement, Kinder wieder mehr zum Lesen, Singen und Tanzen zu bringen, erhielt sie 2023 den Unternehmerinnen-AWARD in der Kategorie „Social Entrepreneurship“.
Im Auftrag der Koordinationsstelle Mobbing der Bildungsdirektion Vorarlberg schrieb sie den Anti-Mobbing-Song HÖR AUF, der am 22. Februar 2024 seinen Release feierte.
Im April 2025 erschien ihr drittes Kinderliederalbum „Sommr, du lieba“ mit 15 Liedern im Lustenauer Dialekt und ihr Kinderbuch „In Lustenau sagt man Äuoli“.
Hofer ist Mitglied der Luschnouar Bühne, der Literatur Vorarlberg und hier auch der Arbeitsgruppe Mundart.
Sie lebt mit ihrer Familie in Lustenau.

## Veröffentlichungen

### Diskografie
- 2016: Teddy Eddy – Achtung! Fertig! Los! (Album)
- 2018: Teddy Eddy – Superheld! (Album)
- 2019: Das ist Herr Gorfion (Single)
- 2020: Teddy Eddy – Achtung! Fertig! Los! (Tanz-DVD mit Gebärdensprache ÖGS)
- 2020: Lasst uns zusammenhalten (Single)
- 2021: I bin da Sonni (Single)
- 2021: Das Bauernhoflied (Single, Duett mit Dirk Scheele)
- 2021: Es ist Weihnachtszeit (Single)
- 2021: Du kascht meor uf d' Kilbi kau (Single)
- 2022: Es ist Zirkuszeit (Single)
- 2022: Alle Mäuschen gehn zur Ruh (Single); Version Gorfionhotel
- 2022: Da steppt der Bär (Single)
- 2022: Träume werden wahr (Single)
- 2022: Babbelbuss – Barfuß Schritt (Single)
- 2022: Zähneputzen (Single)
- 2022: Das darf ich bei Oma machen (Single)
- 2023: Fasnacht Fasching Karneval (Single)
- 2023: Liebes Geburtstagskind (Single)
- 2023: Schokobananentorte (Single)
- 2023: Ruby Raptor – Das Dinolied (Single)
- 2023: Der Reißverschluss – Kanon (Single)
- 2023: Alle Mäuschen gehn zur Ruh (Single)
- 2024: Hör auf (Single); Auftragslied der Koordinationsstelle Mobbing der Bildungsdirektion Vorarlberg
- 2025: Sommer, du lieba (Kinderliederalbum im Lustenauer Dialekt); Ingrid Hofer & Veronika Hofer
- 2025: Kleiner Stern - Remaster 2025 (Single)

### Bücher
- Die superheldenfantastischen Abenteuer von Teddy Eddy und seiner frechen Freundin Kim. edition v, Bregenz 2019, ISBN 978-3-903240-05-6.
- Mein Freund Teddy Eddy. G&G Verlag, Wien 2021, ISBN 978-3-7074-2383-9.
- Teddy Eddy - Der Weihnachtsengel. G&G Verlag, Wien 2021, ISBN 978-3-7074-2384-6.
- Teddy Eddy im Zirkus, G&G Verlag, Wien 2022, ISBN 978-3-7074-2451-5
- Meine Abenteuer mit Teddy Eddy, G&G Verlag, Wien 2022, ISBN 978-3-7074-2385-3
- Teddy Eddy – Achtung! Fertig! Los!, G&G Verlag, Wien 2023, ISBN 978-3-7074-1758-6
- In Lustenau sagt man Äuoli, edition V, Bregenz 2025, ISBN 978-3-903240-78-0
- V#41 Vorbild (Anthologie mit Beitragstext "Savasana" von Ingrid Hofer), edition V, Bregenz 2025, ISBN 978-3-903240-63-6

### Hörbücher
- Mein Freund Teddy Eddy, (8 von 12 Geschichten aus dem gleichnamigen Buch) verfügbar als Streams (1. Januar 2024)
- Meine Abenteuer mit Teddy Eddy,  (8 von 12 Geschichten aus dem gleichnamigen Buch) verfügbar als Streams (1. Januar 2024)
- In Lustenau sagt man Äuoli, nach dem gleichnamigen Buch verfügbar als Stream (13. Juni 2025)

## Theateradaptionen
- 2023 wurde das Musical Mein Freund Teddy Eddy vom Theaterverein „D' Luschnouar Bühne“ in Kooperation mit Ingrid Hofer in Lustenau uraufgeführt.[8]
- 2025 wurde das Musiktheater In Lustenau sagt man Äuoli in Zusammenarbeit mit der Dance Art School Dornbirn in Lustenau uraufgeführt.

## Auszeichnungen
- 2018: Deutscher Rock & Pop Preis, Sonderkategorie Bestes Kinderlieder-Album, 1. Platz für Teddy Eddy – Achtung! Fertig! Los![9]
- 2019: Deutscher Rock & Pop Preis, Sonderkategorie Bestes Kinderlieder-Album, 3. Platz für Teddy Eddy – Superheld![10]
- 2022: Hubert von Goisern Kulturpreis für die Kinder-Tanz-DVD „Teddy Eddy – Achtung! Fertig! Los!“ mit Gebärdensprache (ÖGS)[5]
- 2023: Unternehmerinnen Award, Kategorie Social Entrepreneurship, 2. Platz[11]